# Коренев, Станислав Георгиевич
Станислав Георгиевич Коренев (29 ноября 1932, Москва — 5 мая 2006, Москва) — советский киноактёр, заслуженный артист РСФСР (1991).

## Биография
Родился 29 ноября 1932 года в Москве.
Ещё учась в школе занимался в театральном кружке Дома пионеров.
С 1951 по 1953 годы учился в Школе-студии МХАТ, затем в 1955 году окончил Театральное училище имени Б. В. Щукина.
С 1955 года — актёр Центральной студии киноактёра, за 50 лет снялся в более чем 120 фильмах, обычно в эпизодах, но иногда играл и главные роли, например, в фильме «Тачанка с юга», за исполнение которой был отмечен призом Всесоюзного кинофестиваля за лучшее исполнение мужской роли.
В 2000 году переехал в город Сергиев Посад и загорелся идеей создать в городе профессиональный театр, нашёл единомышленников, и с 2004 года в городе возник Драматический театр-студия «Театральный Ковчег», художественным руководителем которого он стал.
Умер в 2006 году в Москве. Похоронен в Сергиевом Посаде на кладбище микрорайона Семхоз.

## Призы и награды
- XXI-й Всесоюзный кинофестиваль — приз за лучшее исполнение мужской роли — за исполнение роли Бардина в фильме «Тачанка с юга».

## Фильмография
За период 1955—2005 годы снялся в более 125 фильмах, в том числе:
- 1956 — Карнавальная ночь — гость (нет в титрах)
- 1956 — Сердце бьётся вновь… — Семён Коломиец, сосед Балашова по палате
- 1957 — Цель его жизни — синоптик
- 1957 — Шторм — Сеня, комсомолец
- 1958 — Олеко Дундич / Aleksa Dundić (СССР, Югославия) — Станислав, белый офицер
- 1959 — Анюта (к/м) — эпизод
- 1959 — Золотой эшелон — Сергей Пряхин, телеграфист
- 1959 — Солнце светит всем — Вячеслав Петрович, учитель
- 1960 — Воскресение — помощник адвоката
- 1961 — В начале века — Сергей Андреевич, помощник прокурора
- 1961 — Две жизни — офицер, гость Бороздиных
- 1961 — Ночь без милосердия — эпизод (нет в титрах)
- 1962 — На семи ветрах — Аркаша Киселев
- 1963 — Большие и маленькие — эпизод
- 1965 — Мы, русский народ — новобранец из Пензы (нет в титрах)
- 1966 — Такой большой мальчик — солдат в госпитале
- 1966 — «Циклон» начнётся ночью / «Ciklons» sāksies naktī — Колесников, советский офицер
- 1967 — Таинственная стена — эпизод
- 1968 — Новые приключения неуловимых — офицер в бильярдной (нет в титрах)
- 1969 — Золото — гауптштурмфюрер СС
- 1969 — Песнь о Маншук — немецкий офицер
- 1970 — Морской характер — старший лейтенант морской пехоты
- 1970 — Поезд в завтрашний день — эпизод
- 1971 — Вчера, сегодня и всегда — эпизод
- 1972 — Бой после победы — эпизод
- 1972 — Пятьдесят на пятьдесят — эпизод
- 1973 — Семнадцать мгновений весны — адъютант Кальтенбруннера
- 1974 — Отроки во Вселенной — сотрудник вычислительного центра
- 1974 — Скворец и Лира — радист
- 1974 — Соколово / Sokolovo (СССР, Чехословакия) — эпизод
- 1977 — Красный чернозём — эпизод
- 1977 — «Посейдон» спешит на помощь — экзаменатор в мореходной школе
- 1977 — Тачанка с юга — Бардин — главная роль
- 1977 — Трясина — секретарь из города, на открытии памятника
- 1978 — Сын чемпиона — Клейменов-старший, тренер-горнолыжник
- 1979 — Выгодный контракт — сотрудник розыска (нет в титрах)
- 1979 — Сыщик — отец Нины
- 1980 — Берём всё на себя — капитан 1-го ранга
- 1980 — Долгая дорога в дюнах — Георгий Матвеевич
- 1981 — В небе «ночные ведьмы» — генерал-майор авиации
- 1981 — Девушка и море — Антон Иванович, капитан
- 1981 — Право на выстрел — начальник пограничной службы, капитан 1-го ранга
- 1981 — Фронт в тылу врага — эпизод
- 1982 — Остановился поезд — заместитель главы администрации города
- 1982 — Отцы и деды — председатель жилкомиссии исполкома
- 1982 — Профессия — следователь — сотрудник, выходящий из кабинета Лыкина
- 1983 — Безумный день инженера Баркасова — посетитель
- 1983 — Непобедимый — эпизод
- 1983 — Огонь, мерцающий в ночи — Ланской
- 1983 — Петля — Волович, майор, начальник РОВД
- 1983 — Подросток — полковник, командир полка
- 1983 — Последний довод королей — Тодд, министр финансов
- 1983 — Талисман — Владимир Петрович
- 1984 — Груз без маркировки — организатор политической провокации
- 1984 — Обвинение — Сергей Кузьмич
- 1984 — ТАСС уполномочен заявить… — советский консул
- 1985 — Контракт века — член комиссии с немецкой стороны
- 1985 — Личное дело судьи Ивановой — старшина милиции
- 1985 — Мы обвиняем — Юджин Ли, иностранный дипломат
- 1986 — На златом крыльце сидели… — Первый, он же Последний
- 1986 — Постарайся остаться живым — эпизод
- 1987 — Восемнадцатилетние — Розенкранц, доктор
- 1987 — Вот такая история… — Василий Петрович Путинцев
- 1987 — Жменяки — Юрко Петричка
- 1988 — Воры в законе — прокурор
- 1987 — Сын — режиссёр
- 1990 — Футболист — Эдуард
- 1990 — Война на западном направлении — эпизод
- 1992 — Алмазы шаха — эпизод
- 1995 — Трибунал — свидетель
- 2005 — КГБ в смокинге — Громыко